# Aurora Vicini
Aurora Vicini (Noceto, 23 luglio 2005) è un'altista italiana.

## Biografia
Nata a Noceto in provincia di Parma, nel 2018 ha iniziato a praticare atletica leggera dopo aver visto le gare di salto in alto in tv dopo aver praticato il karate, la danza moderna e la ginnastica artistica.
Nel 2024 vince i campionati italiani assoluti indoor stabilendo il nuovo record italiano juniores con 1,92 m superando di un centimetro il precedente record di Alessia Trost. A giugno viene convocata per i campionati europei di Roma.

## Record nazionali
Juniores
- Salto in alto indoor: 1,92 m ( Ancona, 18 febbraio 2024)

## Progressione

### Salto in alto
| Stagione | Misura    | Luogo      | Data      | Rank. Mond. |
| -------- | --------- | ---------- | --------- | ----------- |
| 2024     | 1,92 m(i) | Ancona     | 18-2-2024 |             |
| 2023     | 1,88 m(i) | Liévin     | 11-3-2023 |             |
| 2022     | 1,78 m    | Brescia    | 17-9-2022 |             |
| 2021     | 1,76 m    | Bressanone | 5-9-2021  |             |
| 2020     | 1,77 m    | Modena     | 19-9-2020 |             |
| 2019     | 1,68 m    | Forlì      | 5-10-2019 |             |

## Palmarès
| Anno | Manifestazione | Sede        | Evento        | Risultato | Prestazione | Note  |
| ---- | -------------- | ----------- | ------------- | --------- | ----------- | ----- |
| 2022 | Europei U18    | Gerusalemme | Salto in alto | 5ª        | 1,75 m      | [ 2 ] |
| 2023 | Europei U20    | Gerusalemme | Salto in alto | 13ª (q)   | 1,80 m      |       |
| 2024 | Europei        | Roma        | Salto in alto | 24ª (q)   | 1,81 m      |       |
| 2024 | Mondiali U20   | Lima        | Salto in alto | 12ª       | 1,75 m      |       |

## Campionati nazionali
- 1 volta campionessa assoluta indoor del salto in alto (2024)
- 2 volte campionessa juniores indoor del salto in alto (2023, 2024)
- 1 volta campionessa juniores del salto in alto (2023)
- 2 volte campionessa allievi del salto in alto (2021, 2022)
- 1 volta campionessa allievi indoor del salto in alto (2022)

2021
- Argento ai campionati italiani allievi indoor, (Ancona), salto in alto - 1,68 m
- 12ª ai campionati italiani assoluti (Rovereto), salto in alto - 1,70 m
- Oro ai campionati italiani allievi (Rieti), salto in alto - 1,71 m

2022
- Oro ai campionati italiani allievi indoor, (Ancona), salto in alto - 1,77 m
- 7ª ai campionati italiani allievi indoor, (Ancona), salto in lungo - 5,41 m
- 9ª ai campionati italiani assoluti indoor (Ancona), salto in alto - 1,74 m
- Oro ai campionati italiani allievi (Milano), salto in alto - 1,74 m

2023
- Oro ai campionati italiani juniores indoor, (Ancona), salto in alto - 1,83 m
- Bronzo ai campionati italiani assoluti indoor (Ancona), salto in alto - 1,85 m
- Oro ai campionati italiani juniores (Grosseto), salto in alto - 1,84 m
- 5ª ai campionati italiani assoluti (Molfetta), salto in alto - 1,81 m

2024
- 5ª ai campionati italiani assoluti, salto in alto - 1,79 m
- Oro ai campionati italiani assoluti indoor (Ancona), salto in alto - 1,92 m
- Oro ai campionati italiani juniores, (Ancona), salto in alto - 1,82 m
- Oro ai campionati italiani juniores indoor, (Ancona), salto in alto - 1,82 m

2025
- Oro ai campionati italiani promesse, salto in alto - 1,78 m
- Oro ai campionati italiani promesse indoor, salto in alto - 1,78 m
- Oro ai campionati italiani universitari, salto in alto - 1,78 m